# Manson-Motor

Animation

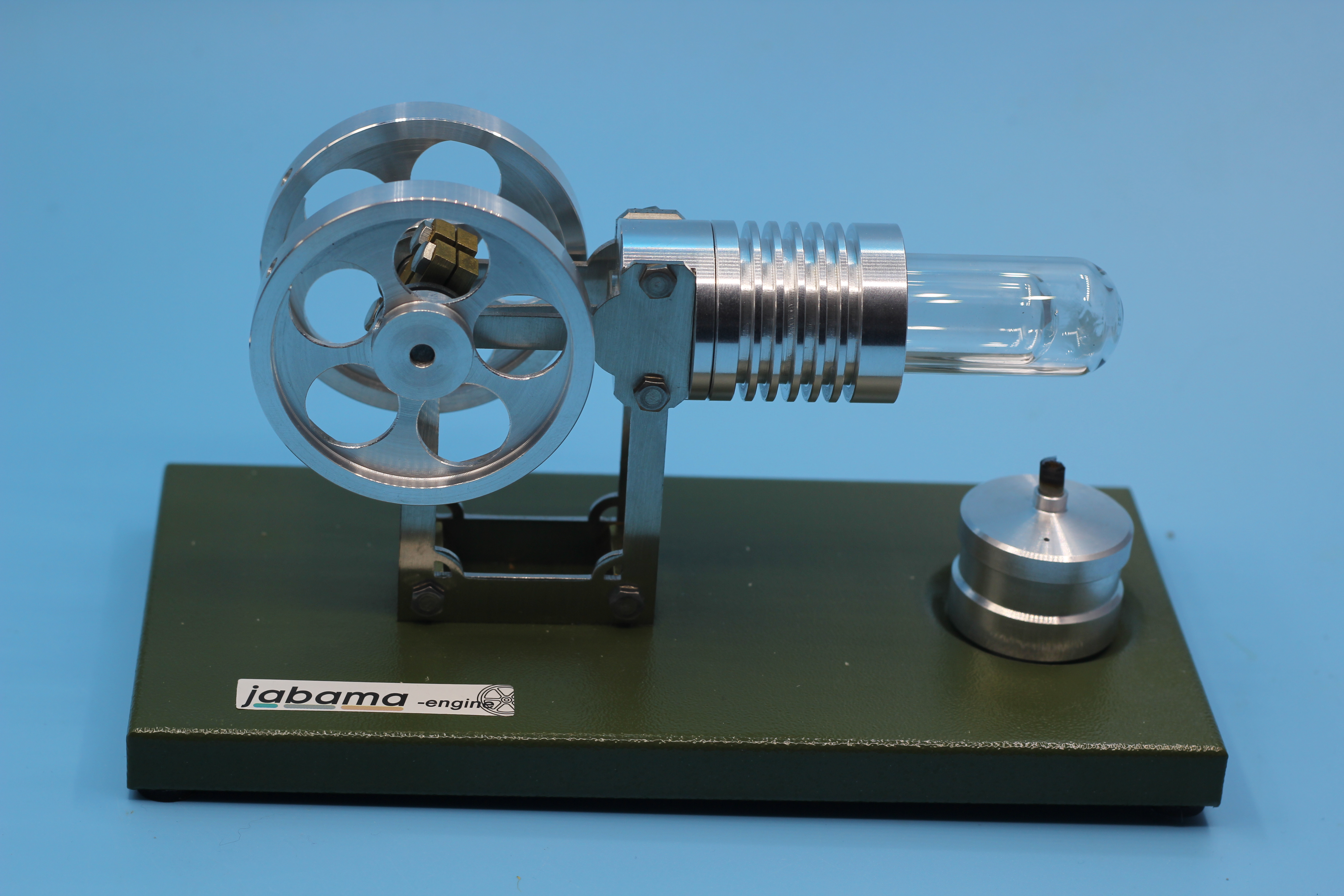
Photo

Der Manson-Motor ist ein Heißluftmotor, der von A. D. Manson in der März 1952 Ausgabe des Newnes Practical Mechanics-Magazines beschrieben wurde.
Manson-Motoren können in beide Richtungen gestartet werden.
Der Kolben ist gestuft. Der vordere Teil des Kolbens funktioniert als Verdränger und der hintere Teil als Arbeitskolben. (Arbeitskolben und Verdränger bewegen sich als eine Einheit)
Am oberen Totpunkt ist das Volumen kleiner als im unteren Totpunkt.
Der Motor hat keine kommerzielle oder praktische Anwendung, die Motoren werden als Physikalisches Spielzeug/Office Toy gebaut und verwendet.
Der Motor benötigt nur drei bewegliche Teile (Kolben, Kolbenstange, Pleuel).
Der Motor ist doppeltwirkend, da er sowohl das Ausdehnen des Arbeitsmediums beim Erwärmen ausnutzt, als auch das Kontrahieren beim Abkühlen.

## Funktionsweise

Schnittzeichnung

PV-Diagramm

- Phase 1 (Abkühlen des Arbeitsgases)
  - Wenn der Kolben durch das Schwungrad in Richtung Wärmequelle bewegt wird, wird die heiße Luft vom Verdränger in Richtung Kaltseite bewegt.
  - Dort wird die Luft abgekühlt, was durch den entstehenden Unterdruck den Kolben weiter in Richtung oberen Totpunkt zieht
- Phase 2 (obere Totpunkt)
  - Am oberen Totpunkt angekommen, öffnet sich kurz das Ventil und der Unterdruck wird ausgeglichen.
  - Das Schwungrad sorgt dafür, dass der Kolben sich weiter bewegt.
- Phase 3 (erwärmen des Arbeitsgases)
  - Wenn der Kolben sich von der Wärmequelle wegbewegt, bewegt sich die Luft Richtung Wärmequelle.
  - Dort wird die Luft erwärmt, wodurch sie sich ausdehnt, was den Kolben weiter von der Wärmequelle wegbewegt.
- Phase 4 (untere Totpunkt)
  - Am unteren Totpunkt angekommen, öffnet sich kurz das Ventil und der Überdruck wird ausgeglichen.
  - Das Schwungrad sorgt dafür, dass der Kolben sich weiter bewegt.

## Abgrenzung zum Stirlingmotor
Bei Stirlingmotoren wird das Arbeitsmedium erwärmt und abgekühlt, aber nicht ausgetauscht (Geschlossenes System).
Manson-Motoren hingegen nehmen kalte Frischluft auf, erwärmen sie und geben die dann ab.
Beim Manson Motor haben Arbeits- und Verdrängerkolben keine Phasenverschiebung.

## Varianten

### Manson-Ruppel-Motor

Manson-Ruppel-Motor

Im Jahre 1999 meldete Michael Ruppel zwei Varianten zum Patent an.
Die Variante mit Bohrung zum Druckausgleich im Zylinder und Kolben ist rechts im Bild zu sehen.
Die andere Variante verwendet ein oder zwei gesteuerte Ventile.

### Manson-Guise-Motor

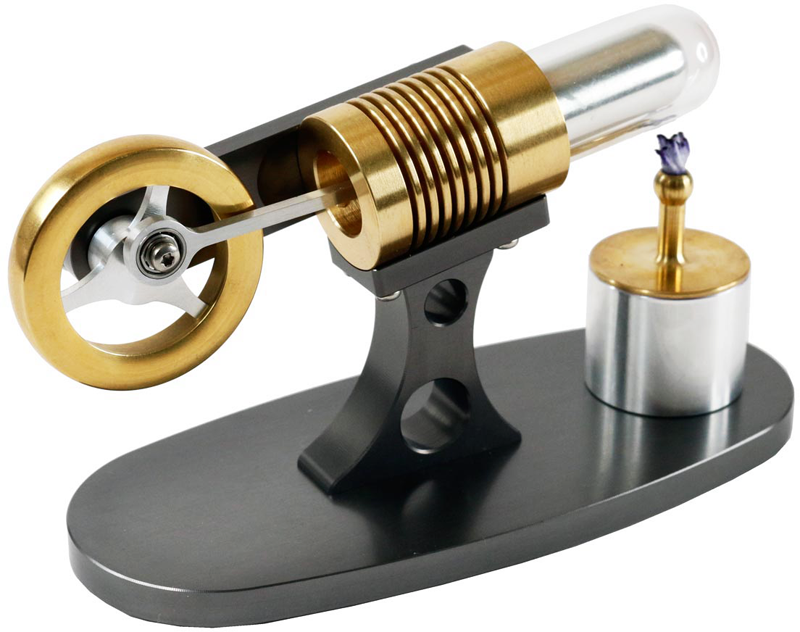
Manson-Guise-Motor

Manson-Guise-Motor Schnittzeichnung, basierend auf GB2554458A

Eine Verbesserung/Vereinfachung ist der erstmals am 15. August 2016 vorgestellte und im selben Jahr zum Patent angemeldete  Manson-Guise-Motor.